# آناهیتا قباییان
آناهیتا قباییان اتحادیه (زادهٔ ۱۹۶۲ در تهران) گالری‌دار و نمایشگاه‌گردان ایرانی است. او دانش‌آموختهٔ کارشناسی کامپیوتر و دکترای تاریخ از دانشگاه دیدرو پاریس است. قباییان در سال ۱۳۸۰ گالری راه ابریشم را بنیان گذاشت.
او در سال ۲۰۲۰ نشان شوالیهٔ هنر و ادب را دریافت کرد.